# Tine Eiby
Tine Eiby (født 26. juli 1957 i Kongens Lyngby) er en dansk journalist og redaktør. Hun arbejder pt. (februar 2011) på Weekendavisen, hvor hun er redaktør på tillægget Idéer.
Eiby er student fra Holte Gymnasium og tog i 1980 samfundsvidenskabelig basisuddannelse fra Roskilde Universitetscenter. Hun blev journalist fra Danmarks Journalisthøjskole i 1985 og har siden læst europæiske kulturstudier ved Aarhus Universitet. Siden har hun været ansat på Weekendavisen, aktuelt som redaktør af tillægget Idéer.
I 1970'erne var hun politisk aktiv på venstrefløjen og var bl.a. med Tvinds Rejsende Højskole i Indien i 1976. Hun var desuden en del af Nørrebros Beboeraktion. Om tiden dengang udgav hun i 2006 den erindringsbaserede bog Til tjeneste – Dengang i 70erne. 
Tine Eiby er enke efter Tøger Seidenfaden, der døde i januar 2011. Parret blev gift i 1989 og har tre sønner. Hun er bosiddende i Gentofte.
Hun er medlem af Advisory Board ved Centre for Business and Politics ved Copenhagen Business School.